# Ethel Fleming
Ethel Fleming (Ohio, 27 dicembre 1890 – Miami, 26 dicembre 1965) è stata un'attrice statunitense.

## Biografia
Nata nell'Ohio, faceva la ballerina di fila in California quando nel 1915 incontrò a Long Beach l'attore William Courtleigh Jr. quando questi recitava nel serial Neal of the Navy. Si sposarono nello stesso anno, e Courtleigh la introdusse nell'ambiente del cinema, dove Ethel recitò sedici film in sei anni.
Il marito rimase vittima nel 1918 dell'influenza spagnola. Ethel Fleming lasciò il cinema nel 1921, dopo aver partecipato al film The Wonderful Thing, con Norma Talmadge.

## Filmografia

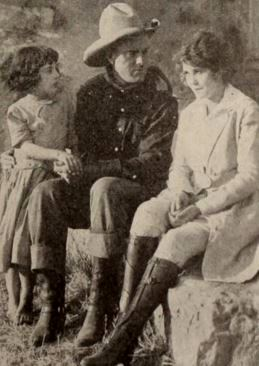
Con Mae Giraci e Roy Stewart in Untamed

- A Woman's Wiles - cortometraggio (1915)

- A Slave of Corruption - cortometraggio (1916)
- The Oath of Hate, regia di Henry King - cortometraggio (1916)
- East Lynne, regia di Bertram Bracken (1916)
- Under Cover, regia di Robert G. Vignola (1916)
- The Kiss, regia di Dell Henderson (1916)
- Putting the Bee in Herbert, regia di Floyd France (1917)
- Untamed, regia di Clifford Smith (1918)
- The Pretender, regia di Clifford Smith (1918)
- The Silent Rider, regia di Clifford Smith (1918)
- Smiles, regia di Arvid E. Gillstrom (1919)
- Modern Husbands, regia di Francis J. Grandon (1919)
- Love Insurance, regia di Donald Crisp (1919)
- While the Auto Waits - cortometraggio (1920)
- The Church with an Overshot Wheel - cortometraggio (1920)
- The Wonderful Thing, regia di Herbert Brenon (1921)